# АБХО
АБХ-одбрана (АБХО) су мере и поступци за заштиту становништва, војника, домаћих животиња, борбене технике, намирница, и корисних биљака од деловања нуклеарног (атомског), биолошког, и хемијског (АБХ) оружја противника. АБХО (атомско-биолошко-хемијска одбрана) је род војске који је носилац планирања, припремања, организовања и непосредни извршилац задатака обезбеђења од нуклеарне, хемијске или биолошке (НХБ) опасности.
Уз извиђање, упозоравање и осматрање, састоји се од деконтаминације, дозиметрије, тријаже, маскирања и отклањања посљедица непријатељског АБХ оружја. 

## Задаци рода
- Оспособљавање официра и подофицира, команди и јединица војске за организовање и спровођење обезбеђења од НХБ опасности;
- НХБ контрола (осматрање, извиђање, лабораторијске анализе) и РХБ деконтаминација у условима примене НХБ оружја и дејства по објектима хемијске индустрије;
- Обезбеђење војске од нуклеарних и хемијских удеса у миру и пружања помоћи угроженом становништву;
- Извршавање обавеза из Конвенције о забрани хемијског оружја и других међународних обавеза из домена рода;
- Пружање помоћи цивилним властима и становништву у елементарним и другим несрећама (снабдевање водом, гашење пожара, санација поплављених подручја и др.)